# Quercus hintonii
Quercus hintonii — вид рослин з родини букових (Fagaceae); ендемік штату Мехіко.

## Опис
Це листопадне дерево, що виростає до 15 м заввишки; зі стовбуром 30–50 см. Кора темно-сіра, шорстка в молодому віці, розбита на квадратні пластинки. Молоді гілочки густо-жовтуваті зірчасто-вовнисті, стають темними. Листки зворотно-яйцюваті, яйцюваті чи еліптичні, шкірясті, 5–20 × 3–10 см; основа тупа до злегка серцеподібна, іноді гостра, часто асиметрична; верхівка загострена; край товстий, загнутий, цілий або зубчастий, іноді зубчастий лише біля верхівки або лише з одного боку; верх блискучий світло-зелений, майже без волосся; низ волосатий; ніжка 0.7–2.5 см, щільно вовниста. Квітне в березні. Чоловічі сережки багатоквіткові, 3–10 см завдовжки; жіночі суцвіття довжиною 1–1.4 см, з 1–6 квітками. Жолуді однорічні, дозрівають у червні — серпні, від 1 до 4 на дуже короткій ніжці, довжиною 6–15 мм, трохи сплющені на верхівці; чашечка дуже неглибока, охоплює менше 1/4 горіха.

## Поширення й екологія
Ендемік регіону басейну Балсаса (штат Мехіко).
Росте в дубовому та сосново-дубовому лісі на магматичних та метаморфічних породах; на висотах 1400–2000 м. Q. hintonii часто асоціюється з Q. magnoliifolia, Pinus oocarpa, P. pringlei, Clethra mexicana та Juniperus flaccida.

## Використання
Використовується місцево для виготовлення ручок для інструментів, балок, стовпів для огорож та сільських лавок, а також для дров.

## Загрози
Виявило дуже сильний взаємозв'язок між чисельністю популяції, що розвивається, та кількістю порушень лісів. Значна частина території знаходиться в процесі перетворення на плантації авокадо та поселення людей. Також відбулося значне зменшення площі лісу внаслідок розширення сільського господарства та вирубки лісу.